# Шлаки організму

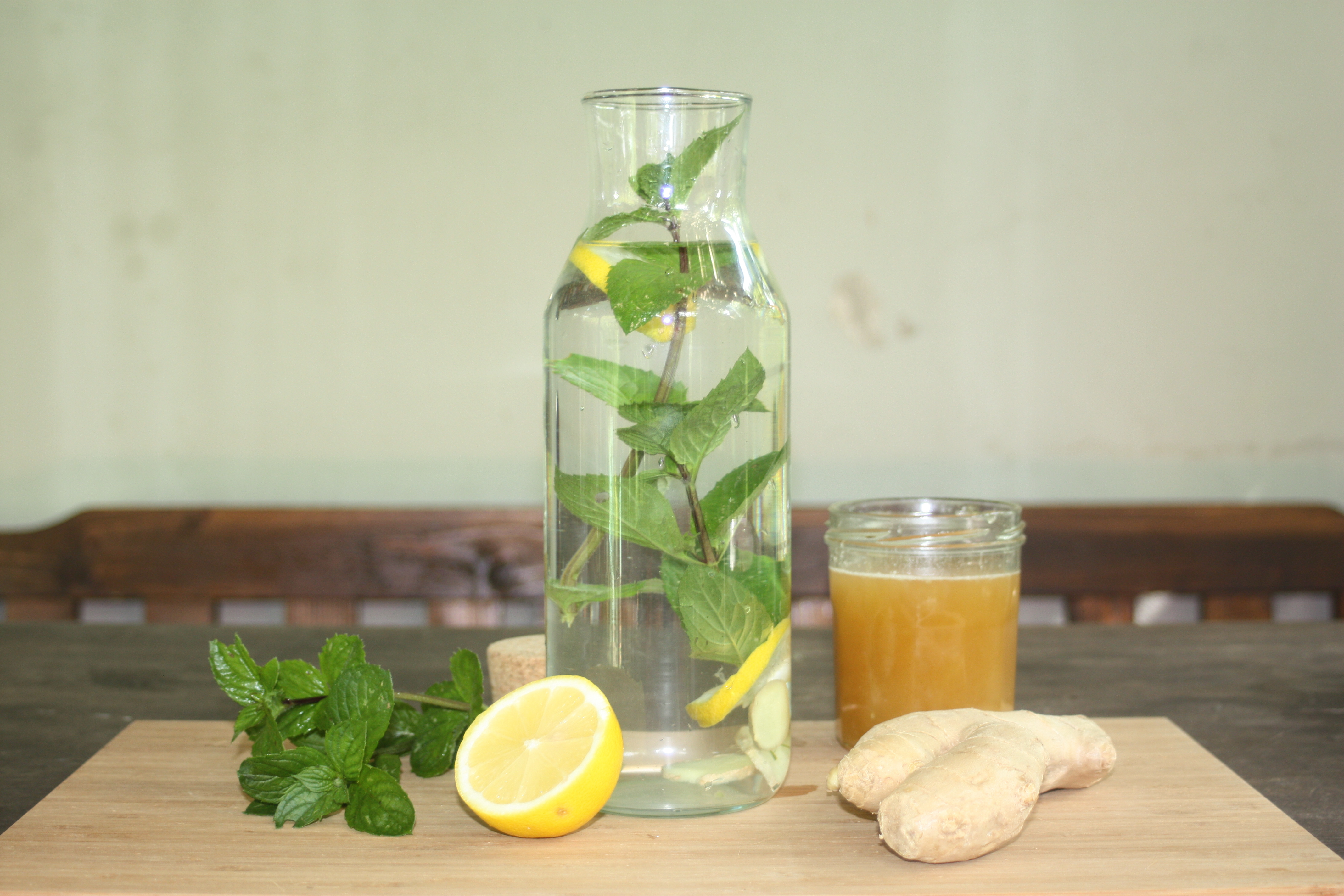
Популярні інгредієнти детокс-дієти: вода, лимон, базилік, корінь імбиру

Детоксикація (англ. detoxification, часто скорочується як детокс) — вид альтернативної медицини, метою якого є очищення організму від певних «шлаків» або «токсинів» — речовин, які, на думку прихильників, накопичуються в організмі з часом і мають небажаний короткостроковий або довгостроковий вплив на здоров'я людини.
Шлаки організму — поширена псевдонаукова концепція, яка постулює наявність у кишечнику та тканинах людини токсичних продуктів метаболізму. Не слід плутати з детоксикацією, яку здійснюють печінка та нирки, що фільтрують кров і виводять шкідливі речовини, які підлягають нейтралізації та виведенню з організму. Заходи, які зазвичай асоціюються з детоксикацією, включають дієту, голодування, споживання виключно або уникнення певних продуктів (таких як жири, вуглеводи, фрукти, овочі, соки, зелень), очищення кишечника, хелатотерапію, певні види внутрішньовенної терапії та видалення зубних пломб, що містять амальгаму.
Вчені та організації охорони здоров'я критикують концепцію детоксикації за її ненадійне наукове підґрунтя та відсутність доказів для заявлених тверджень. «Токсини» зазвичай не мають чіткого визначення, а доказів накопичення шлаків у організмі людини практично не існує. Британська організація Sense about Science назвала деякі детокс-дієти та комерційні продукти «марною тратою часу і грошей», а Британська дієтична асоціація назвала цю ідею «нісенітницею» і «маркетинговим міфом».

## Аргументи прибічників
«Шлаками» прийнято називати продукти розпаду, які не можуть самостійно виводитися з організму і накопичуються у ньому. Насамперед це залишки клітин, що відмерли після їх ділення. Процес ділення та оновлення клітин є постійним. Шлак як своєрідне «сміття», «відходи» життєдіяльності накопичується у внутріклітинному і міжклітинному просторі. Частково він виходить з організму з різноманітними виділеннями (потом, екскрементами, гноєм, лупою, менструаційними та геморойними кровотечами), але ще більше залишається у ньому у міжклітинному просторі, а також утворює в організмі різноманітні «схованки», «ніші», «сумки» тощо. Зазвичай під терміном «шлаки» розуміють все шкідливе, що містить організм людини внаслідок неправильного харчування, переїдання, шкідливих звичок, вживання ліків (особливо хімічних препаратів), малорухомого способу життя. Чим більше зашлакований організм — тим гірше себе почуває і виглядає людина. Прихильники теорії стверджують, що в організмі дорослої людини може бути від кількох до кількох десятків кілограмів шлаків[джерело?].
Крім того, продукти, які не виводяться і накопичуються в кишечнику, починають гнити, а це несприятливо позначається на стані шкіри, волосся і навіть призводить до виникнення неприємного запаху з рота. Чистий, незашлакованний кишечник, є запорукою доброго самопочуття та зовнішнього вигляду.
Прихильники нетрадиційної народної медицини вважають, що шлаки в організмі людини утворюються приблизно за тією ж схемою, що і металургійні шлаки, оскільки, на їх думку, відходи життєдіяльності людини утворюються обов'язково. Вони аргументують це тим, що харчування і вживання хімічних препаратів, трансжирів, алкоголю, тютюну, наркотиків обов'язково приведуть до утворення відходів. І не всі вони виводяться самостійно.

## Критика
Концепція наявності шлаків в організмі скептично сприймається науковим співтовариством. В цілому її противники вказують на відсутність коректних доказів існування шлаків (в тому сенсі, який вкладається в це поняття прихильниками концепцій про необхідність «очищення») як таких. Нормальний, здоровий організм не накопичує шкідливих речовин, в той час як прихильники «теорій очищення» і продавці засобів «для очищення організму» просто постулюють існування шлаків, не переймаючись доказами.
Медики попереджають про загрозу для здоров'я з боку конкретних засобів «очищення від шлаків», що являють собою переважно різні комбінації діуретиків і проносних: їх постійне застосування може призводити до порушення роботи шлунково-кишкового тракту, нирок та інших внутрішніх органів.